# Callistomys pictus
Callistomys pictus es una especie de rata de Brasil y es la única del género Callistomys.

## Hábitat
Esta especie suele encontrarse en la mata atlántica.